# Juvenal Edjogo
Juvenal Edjogo Owono Montalbán (Sabadell, 3 de abril de 1979), simplemente conocido como Juvenal, es un entrenador y exjugador de fútbol profesional que jugaba como centrocampista.
Nacido y criado en España de padre ecuatoguineano y madre española, Juvenal fue internacional absoluto con la selección de Guinea Ecuatorial durante doce años (2003-2015), llegando a ser su capitán en numerosas oportunidades.

## Biografía
Juvenal nació en España de padre ecuatoguineano, oriundo de Niefang y perteneciente a la etnia fang, y madre española, natural de la ciudad andaluza de Granada, por lo que tiene la doble nacionalidad.
Formado en las categorías inferiores del RCD Espanyol, en la temporada 2001-2002 jugó en el Levante UD en calidad de cedido y al año siguiente regresó de nuevo al Espanyol. En 2003 abandonó la disciplina del club barcelonés para jugar en el Racing de Santander y en el Club Deportivo Castellón. En 2004 fichó por el Deportivo Alavés, equipo con el que consiguió el ascenso a Primera división, ascenso que repitió en la temporada 2005-06 con el Recreativo de Huelva.
Tras pasar la primera parte de la temporada 06-07 en el Recreativo sin jugar un solo minuto, fichó en el mercado de invierno por el Club Deportivo Tenerife. En verano de 2007 fichó por el Fútbol Club Cartagena y en mayo de 2008 se incorporó al CE Sabadell FC, club en el que llegaría a jugar hasta 2013, año en el que se une a la UE Cornellà de Segunda División B.

### Selección nacional
Ha sido internacional en varias ocasiones por la selección de Guinea Ecuatorial, disputando la Copa Africana de Naciones 2012 y siendo uno de los capitanes del conjunto africano. Su debut se produjo el 11 de octubre de 2003, tres meses después de haberlo hecho uno de sus hermanos, Alberto. Se retiró el 7 de febrero de 2015, una vez culminada la participación ecuatoguineana en la Copa Africana de Naciones 2015, donde su selección terminaría en la cuarta posición.

## Clubes
| Club                       | País    | Temporada | Partidos | Goles |    |   |
| -------------------------- | ------- | --------- | -------- | ----- | -- | - |
| U. E. Vilassar de Mar      | España  | 1998-1999 |          |       |    |   |
| R. C. D. Espanyol B        | España  | 1998-1999 | 2        | 0     | 0  | 0 |
| R. C. D. Espanyol B        | España  | 1999-2000 |          |       |    |   |
| R. C. D. Espanyol B        | España  | 2000-2001 | 35       | 10    | 12 | 1 |
| Levante U. D. (cedido)     | España  | 2001-2002 | 20       | 0     | 4  | 1 |
| R. C. D. Espanyol B        | España  | 2002-2003 | 29       | 5     | 6  | 1 |
| R. Racing C. de Santander  | España  | 2003-2004 | 0        | 0     | 0  | 0 |
| C. D. Castellón (cedido)   | España  | 2004      | 13       | 4     | 3  | 0 |
| Deportivo Alavés           | España  | 2004-2005 | 19       | 0     | 6  | 0 |
| R. C. Recreativo de Huelva | España  | 2005-2006 | 27       | 1     | 3  | 0 |
| C. D. Tenerife             | España  | 2007      | 13       | 2     | 0  | 0 |
| F. C. Cartagena            | España  | 2007-2008 | 29       | 2     | 1  | 0 |
| C. E. Sabadell F. C.       | España  | 2008-2009 | 36       | 5     | 5  | 0 |
| C. E. Sabadell F. C.       | España  | 2009-2010 | 32       | 5     | 8  | 0 |
| C. E. Sabadell F. C.       | España  | 2010-2011 | 34       | 5     | 6  | 0 |
| C. E. Sabadell F. C.       | España  | 2011-2012 | 27       | 4     | 5  | 0 |
| C. E. Sabadell F. C.       | España  | 2012-2013 | 24       | 0     | 6  | 1 |
| U. E. Cornellà             | España  | 2013-2014 | 15       | 1     | 2  | 0 |
| F. C. Santa Coloma         | Andorra | 2014-2017 | 25       | 1     | 1  | 0 |

## Títulos
Campeón de la Segunda División Española
- 2004/05 - Deportivo Alavés
- 2005/06 - Real Club Recreativo de Huelva

Campeón de la Segunda División B Española (Grupo 3)
- 2010/11 Centre d'Esports Sabadell SAD

Campeón de la Tercera División Española (Grupo 5)
- 2013/14 Unió Esportiva Cornellà